# Claudio Descalzi
Claudio Descalzi (Milano, 27 febbraio 1955) è un dirigente d'azienda italiano, amministratore delegato di Eni dal 9 maggio 2014.

## Biografia

### Formazione e vita privata
Claudio Descalzi è nato a Milano nel 1955 e si è laureato in Fisica nel 1979 presso l'Università degli Studi di Milano. Descalzi è sposato con Marie Madeleine Ingoba, detta Mado, congolese; la coppia ha quattro figli.

### Carriera in Eni
Claudio Descalzi è entrato nel gruppo Eni nel 1981 come ingegnere di giacimento; successivamente diventa project manager per lo sviluppo delle attività nel Mare del Nord, Libia, Nigeria e Congo.
Nel 1990 è promosso a responsabile delle attività operative e di giacimento in Italia. Sotto la sua direzione viene applicato un nuovo modello operativo grazie al quale la produzione di barili giornalieri viene incrementata a 250.000 unità.
Nel 1994 assume il ruolo di managing director della consociata Eni in Congo, avviando nel 1997 la produzione nel campo offshore di Kitina. Dal 1998 diventa vice chairman & managing director di Naoc, consociata di Eni in Nigeria: viene avviata in questo periodo l’esportazione di gas prodotto dall’impianto di liquefazione di NLNG e, parallelamente, si assiste allo sviluppo di una serie di progetti deep-water nell’offshore locale.
Dal 2000 al 2001 ricopre la carica di direttore dell'area geografica Africa, Medio Oriente e Cina e lancia e supervisiona lo start up del Progetto Western Libyan Gas, destinato a incrementare la produzione della controllata libica da 85.000 a 280.000 barili al giorno. Dal 2002 al 2005 è nominato direttore dell'area geografica Italia, Africa e Medio Oriente, ricoprendo inoltre il ruolo di consigliere di amministrazione di diverse consociate Eni dell'area.
Nel 2006 diventa vice direttore generale di Eni nella divisione Exploration & Production. Da luglio 2008 è Direttore operativo della divisione di Eni Exploration & Production: Claudio Descalzi contribuisce alla definizione del piano strategico di attività upstream in Italia e all’estero e avviando importanti progetti quali il Goliat in Norvegia (2009), il West Hub in Angola (2011) e la campagna di esplorazione in Mozambico (2013).
Il 14 aprile 2014 è stato indicato dal Governo Renzi per il ruolo di amministratore delegato di Eni. Il primo mandato di Descalzi dura dal 2014 al 2017: sotto la sua direzione, tra il 2016 e il 2017, il bilancio di Eni torna in utile, chiudendo l’anno con profitti netti pari a 3,43 miliardi di euro. Nel 2016 Descalzi lancia il Progetto Italia, un programma di iniziative e misure in ottica di produzione energetica a zero emissioni. Ad agosto 2018 sotto la sua direzione viene avviato l’impianto fotovoltaico di Assemini con una capacità di 26 MW. Sempre nell’ambito del Progetto Italia, nel 2020 Descalzi inaugura l’impianto fotovoltaico di Porto Torres con una capacità di 31 MW.
Il 18 marzo 2017 viene confermato dal Governo Gentiloni nel ruolo di amministratore delegato per un secondo mandato insieme alla presidente Emma Marcegaglia. Nel maggio dello stesso anno, all’evento “Eni con l’Italia” presso i laboratori di ricerca Eni di Bolgiano, Descalzi annuncia lo stanziamento di 21 miliardi di euro in Italia per i successivi quattro anni, con l’obiettivo di rilanciare i diversi settori dell’azienda.
Dal maggio del 2018 con Descalzi l'azienda Eni partecipa al progetto di fusione a confinamento magnetico di MIT e CFS e l’anno successivo avvia, nel mese di settembre, la bioraffineria di Gela, un impianto innovativo per la produzione di biocarburanti, mentre nel mese di novembre entra in funzione la prima centrale solare di Eni in Pakistan.
Il 20 aprile 2020 il Governo Conte II conferma Descalzi alla guida di Eni per la terza volta consecutiva. Sotto la sua gestione la strategia di transizione verso le rinnovabili prosegue e il 19 febbraio 2021 Descalzi annuncia l'impegno di Eni nel raggiungere la decarbonizzazione di tutti i prodotti e processi aziendali entro il 2050. Nel 2020 il suo stipendio è stato di 6 milioni di euro.
Il 12 aprile 2023 Claudio Descalzi viene confermato dal Governo Meloni alla guida di Eni per il quarto mandato consecutivo, record nella storia dell'azienda del Cane a sei zampe.

## Altri incarichi
Claudio Descalzi ricopre o ha ricoperto in passato i seguenti incarichi:
- Dal 2006 al 2014 è stato Presidente di Assomineraria[28]
- Dal 2010 al 2014 è stato Presidente di Eni UK
- Nel 2015 è entrato a far parte del Global Board of Advisors del Council on Foreign Relations[29]
- Dal 2015 è Consigliere di amministrazione della Fondazione Teatro alla Scala[30]
- Dal 2016 è componente del Consiglio Generale e dell’Advisory Board di Confindustria[31]
- Nel 2016 e 2017 è stato Membro del National Petroleum Council[32]
- Nel 2025 ha assunto la carica di Co-Chair della Oil and Gas Governors Community del World Economic Forum[33]
- È Visiting Fellow della University of Oxford

## Vicende giudiziarie
Nel settembre 2014 viene indagato per corruzione internazionale per il caso OPL 245 in Nigeria dalla Procura della Repubblica di Milano, accusa da cui viene assolto nel 2021 perché «il fatto non sussiste».
Nel dicembre 2017 viene rinviato a giudizio per il caso Nigeria, insieme al faccendiere Luigi Bisignani, all'allora capo della divisione esplorazioni Eni, Roberto Casula, e all'ex dirigente nell'area del Sahara, Vincenzo Armanna, a Gianfranco Falcioni (uomo d'affari e, ai tempi, vice console onorario in Nigeria), e anche all'ex ministro nigeriano Dan Etete. Al termine del processo il procuratore aggiunto di Milano ha chiesto la condanna per Descalzi e Scaroni a 8 anni di carcere per corruzione.
La Procura di Milano ha anche aperto un'altra inchiesta nel febbraio 2018 parallela al caso Nigeria, effettuando perquisizioni presso gli uffici dell'Eni, per una presunta azione di manipolazione delle notizie e di ostacolo all'azione giudiziaria in corso nei confronti dei vertici Eni, motivandola con il reato di «creare intralcio allo svolgimento di procedimenti in corso avanti all'autorità giudiziaria nei confronti di Eni e dei suoi dirigenti apicali».
Il 17 marzo 2021 il Tribunale di Milano, al termine del processo iniziato nel 2017, ha assolto Descalzi e gli altri 15 imputati dalle accuse di presunta corruzione internazionale per il caso OPL 245 in Nigeria. Il 19 luglio 2022, le sentenze di assoluzione pronunciate nel marzo 2021, passando in giudicato, sono diventate definitive. La Procura Generale ha infatti rinunciato all’appello innanzi alla II sezione della Corte d’Appello di Milano. L'8 ottobre 2024 il Tribunale di Brescia ha condannato i magistrati Fabio De Pasquale e Sergio Spadaro a 8 mesi di reclusione per il reato di rifiuto d’atti d’ufficio nell’ambito del processo Eni-Nigeria, con la motivazione di aver nascosto delle prove favorevoli agli imputati, tra i quali Claudio Descalzi, tutti precedentemente assolti dal Tribunale di Milano.
Nel settembre 2019 è stato oggetto di una perquisizione domiciliare in quanto indagato, insieme alla moglie, nell'ambito di un'inchiesta della Procura della Repubblica di Milano con l'accusa di omessa comunicazione di conflitto di interessi. Per diversi anni il gruppo Petroservice, che secondo i magistrati sarebbe direttamente controllato dalla moglie del manager Marie Madeleine Ingoba, avrebbe affittato all'Eni in Ghana, Mozambico, Gabon e Congo, navi e servizi logistici per circa 300 milioni di dollari. Il manager ha replicato alle accuse dei magistrati: «Contesto fermamente l’accusa, è priva di fondamento. Le transazioni tra Eni Congo e il gruppo Petroservice non sono mai state oggetto di mie valutazioni o decisioni, in quanto totalmente estranee al mio ruolo». L'8 febbraio 2023 la Procura di Milano ha richiesto l'archiviazione per il procedimento Eni-Congo a carico dell'amministratore delegato di Eni Claudio Descalzi e di altre otto persone coinvolte, tra cui la moglie.

## Riconoscimenti
- 2012 - Charles F. Rand Memorial Gold Medal - Society of Petroleum Engineers (SPE) e American Institute of Mining Engineers (AIME)[44]
- 2014 - Uomo dell'anno Staffetta quotidiana - Rivista Italiana del Petrolio[45]
- 2015 - Corporate Social Responsibility Award 2015 - Foreign Policy Association[46]
- 2016 - Laurea Honoris Causa in Ingegneria per l'Ambiente e il Territorio presso l'Università degli Studi di Roma Tor Vergata[47]
- 2022 - Distinguished Business Leadership Award - Atlantic Council[48]